# Церква Архідиякона Стефана
Церква Архідиякона Стефана  (рос. Церковь Стефана Архидиакона) — колишній православний храм у слободі Єфремово-Степанівка Області Війська Донського.

## Історія
Першу дерев'яну церкву в слободі збудовано 1774 року стараннями колишнього військового отамана Степана Даниловича Єфремова. Вона мала один престол В ім'я Архідиякона Стефана. Потім її розібрали і передали на хутір Боків. 1864 року на цьому ж місці на кошти військового старшини Олександра Миколайовича Єфремова та його братів замість неї побудовано кам'яну церкву. Храм мав дерев'яні склепіння, вкриті листовим залізом, дзвіницю і кам'яну огорожу. У ньому було три престоли: головний — В ім'я Святого Апостола Первомученика і Архідиякона Стефана, другий — В ім'я святителя і чудотворця Миколая, і третій — В ім'я Божої Матері всіх скорботних радості (прибудований на кошти купця Сави Антиповича Толкачова). За духовним заповітом Сави Толкачова, з осені 1892 року, його спадкоємці відвели на користь причту 35 десятин землі з ділянки на хуторі Білий Колодязь.
Церкві належало вартове приміщення та приміщення для школи з однією кімнатою. Обидві будівлі теж були кам'яними і покриті листовим залізом. Храм відвідували жителі навколишніх поселень — селища Калушкина (за 10 верст), слободи Курнакової (за 15 верст), слободи Криворіжжя (за 17 верст), слободи Поздєєвої (за 17 верст) і слободи Большинської (за 17 верст). 26 червня 1894 року до храму Архідиякона Стефана приписано Різдво-Богородицьку церкву селища Лютова (побудована в 1886 році), що була за 20 верст.
Парафіяльне опікунство відкрито в лютому 1894 року. У цій парафії було двокласне училище, відкрите в 1877 році, школа грамоти, відкрита в 1886 році, а також школи грамоти в селищах Єгоровському і Олександрівському.
Після Громадянської війни, в 1924 році, храм закрито. У липні 1935 року з нього зняли дзвони, приміщення використовували під зерносховище, а пізніше — під клуб. З часом церкву закинули й вона занепала. У 2010-х роках силами невеликої місцевої парафії церкву почали відновлювати. Настоятелем парафії храму Першомученика Архідиякона Стефана є ієрей Михайло Володимирович Вишневський.